# روبرتسفيل (ميزوري)
روبرتسفيل (بالإنجليزية: Robertsville)‏ هي إحدى المجتمعات الفردية (غير مصنفة) في ولاية ميزوري في الولايات المتحدة الأمريكية.